# Mokhtar Mimoun
Mokhtar Mimoun est un architecte marocain né le 31 juillet 1950 à Tétouan, au Maroc.
Diplômé de l'École nationale supérieure des beaux-arts de Paris, il est l'auteur de nombreux projets au Nord du Maroc dont les plus importants sont :
- Tanger Boulevard
- Tanger City Center.

Il est Président du Conseil Régional des Architectes de la zone de Tanger depuis 2018,.